# Колдвелл (округ, Техас)
Шаблон:StateAbbr_ 29°50′ пн. ш. 97°37′ зх. д. / 29.84° пн. ш. 97.61° зх. д.
Округ Колдвелл (англ. Caldwell County) — округ (графство) у штаті Техас, США. Ідентифікатор округу 48055.

## Історія
Округ утворений 1848 року.

## Демографія
За даними перепису 2000 року загальне населення округу становило 32194 осіб, зокрема міського населення було 17350, а сільського — 14844. Серед мешканців округу чоловіків було 15891, а жінок — 16303. В окрузі було 10816 домогосподарств, 8075 родин, які мешкали в 11901 будинках. Середній розмір родини становив 3,28.
Віковий розподіл населення поданий у таблиці:
| Стать    | До 15 років | 15-21 | 22-29 | 30-39 | 40-49 | 50-65 | 65-85 | Понад 85 |
| -------- | ----------- | ----- | ----- | ----- | ----- | ----- | ----- | -------- |
| Чоловіки | 3888        | 1716  | 1704  | 2430  | 2323  | 2158  | 1498  | 174      |
| Жінки    | 3553        | 1565  | 1674  | 2420  | 2408  | 2336  | 1917  | 430      |

## Суміжні округи
- Тревіс — північ
- Бастроп — північний схід
- Файєтт — південний схід
- Ґонсалес — південь
- Гвадалупе — південний захід
- Гейс — північний захід

## Виноски
1. ↑  U.S. Decennial Census. United States Census Bureau. Архів оригіналу за 26 квітня 2015. Процитовано 20 квітня 2015.
2. ↑  Texas Almanac: Population History of Counties from 1850–2010 (PDF). Texas Almanac. Архів оригіналу (PDF) за 19 квітня 2015. Процитовано 20 квітня 2015.
3. ↑  State & County QuickFacts. United States Census Bureau. Архів оригіналу за 28 грудня 2015. Процитовано 9 грудня 2013.(англ.) Наведено за англійською вікіпедією.
4. ↑  American FactFinder. Бюро перепису населення США. Архів оригіналу за 29 липня 2011. Процитовано 31 січня 2008.

| США | Це незавершена стаття з географії США. Ви можете допомогти проєкту, виправивши або дописавши її. |